# Чернодрук

Чернодрук и марка Великобритании («Серебряный юбилейный выпуск», 1977)

Чернодру́к, или чёрный о́ттиск, — оттиск марки, сделанный чёрной краской с оригинального клише на бумаге, обычно без зубцов. Не является знаком почтовой оплаты.

## Описание
Чернодруки используются:
- для исправления печатной формы,
- для лучшего воспроизведения марки в печати,
- как образец новинки,
- как приложение к филателистической литературе,
- как выставочный сувенир в ознаменование филателистических выставок или каких-либо юбилейных дат. В этом случае чернодруки выпускаются национальными филателистическими организациями, в виде отдельного листка или карточки с однокрасочным изображением почтовой марки, близкой теме выставки. Чернодрук не является знаком почтовой оплаты. Оборотная сторона его не имеет клеевого слоя. Чернодруки являются объектом коллекционирования. Ряд выпусков представляет большую редкость.

Марки с подкладным фоном и с отклонением цвета от чёрного не являются чернодруками.

## История
В 1850—1867 годах в Баварии выпускались предшественники чернодруков для запечатывания (маркировки) упаковок с готовыми марочными листами. В 1912 году для коллекционеров были отпечатаны несколько чернодруков с уцелевшей оригинальной печатной формы раритетных марок Маврикия 1847 года.
В Австрии, где было принято анонсировать выпуски почтовых марок в газетах и журналах, чернодрук впервые появился в 1946 году. Чернодрук делался специально для того, чтобы более качественно представить новый знак почтовой оплаты в СМИ, которые в то время ещё не были цветными. В дальнейшем австрийская почта продолжила традицию выпуска официальных чернодруков всех выходящих в стране марок. Чёрные оттиски наклеиваются на листы с пояснительным текстом и рассылаются для информации в органы печати.
В 1962 году в Чехословакии были изготовлены частные чернодруки в виде двух номерных блоков на бумаге ручной выделки тиражом 10 000 экземпляров. Они предназначались для участников и гостей филателистической выставки «Прага-62». В 1964 году чернодрук был выпущен Польским союзом филателистов в ознаменование международной выставки «Люблин—64». С тех пор выпуск чернодруков вошёл в традицию международных и национальных филателистических выставок.